# Прискилла и Акила
Приски́лла и Аки́ла (лат. Priscilla, Aquila, вариант -  Присци́лла и Акви́ла) — супружеская пара, близкие друзья апостола Павла. Святые Православной и Католической церкви. Память в Православной церкви  - 14 июля ст. ст. (память Семидесяти апостолов). Память в Католической церкви - 8 июля н. ст. Лютеранская церковь чтит их в один день вместе со св. Аполлосом 13 февраля.
Их иконографические атрибуты: мученический венец, пальмовый крест мученика.
Родом они были из "Понтийской страны"  или Понта – это северо-восточная область Малой Азии при Чёрном море.
Согласно новозаветной  библейской книге "Деяния святых апостолов", глава 18 и др., Акила и Прискилла длительное время тесно общались с апостолом Павлом, жили, работали на дому и сотрудничали с Павлом в деле евангельской проповеди.
Впервые Павел и супружеская пара познакомились в Коринфе осенью 50 г. н. э. Оставив у себя дома Павла они совместно зарабатывали на жизнь тем что шили из плотной, грубой ткани "материал", используемый путешественниками для палаток, торговцами и кораблями для тентов закрывающих товары от солнца и дождя. Такая практика - зарабатывать на жизнь ручным трудом была частой у иудейских мудрецов и учителей (о ней говорится и в Новом завете, например, в "Послании к фессалоникийцам", глава 2, стихи 5 - 9). Работа была тяжёлой и изнуряющей, как позже вспоминал сам Павел, что приходилось трудиться «днём и ночью» (1 Фес. 2: 5 — 9). Однако, очевидно, это был осознанный выбор профессии, так как позволял св. св. Акилле, Прискилле и Павлу зарабатывать достаточно средств к существованию, чтобы сосредоточиться "на деле благовествования". Судя по материалам из книги  "Деяния святых апостолов" такое сотрудничество продолжалось около двух лет, после чего Павел отправился в миссионерское путешествие.
Позже, судя по данным из  других книг Павла, друзья встретились во время второго миссионерского путешествия Павла и вместе сотрудничали в городе Эфес.
В христианстве считаются примером гостеприимства, самоотверженности, гибкости и сосредоточенности на духовной жизни.

## Новый завет
В деяниях апостолов упоминается в начале восемнадцатой главы, что Акила и Прискилла были иудеями,  родом из Понта (Деян. 18:1), они жили в Риме, откуда вследствие повеления императора  Клавдия, в 49 году были изгнаны и поселился в Коринфе. Здесь супруги познакомились с апостолом Павлом, которым и были обращены в христианство.
После сего Павел, оставив Афины, пришёл в Коринф; и, нашед некоторого Иудея, именем Акилу, родом Понтянина, недавно пришедшего из Италии, и Прискиллу, жену его, — потому что Клавдий повелел всем Иудеям удалиться из Рима, — пришёл к ним, и, по одинаковости ремесла, остался у них и работал; ибо ремеслом их было делание палаток (Деян. 18:1—3).
«Аквила» (др.-греч. Ἀκύλας) — греческая форма латинского когномена "Aquila" (означающего «орёл»), а «Присцилла» — уменьшительная форма когномена «Приска». В переводе имя "Приска"! означает «древняя». Дважды в «Деяниях», а также в послании к Римлянам и втором послании к Тимофею её имя стоит перед именем мужа, то есть супруги упоминаются как «Прискилла и Акила» (Деян. 18:18, Деян. 18:26, 2Тим. 4:19, Рим. 16:3-4), что, возможно, указывает на её более высокий социальный статус.
"Деяния святых апостолов" повествуют затем, что супруги вместе с апостолом Павлом отправились из Коринфа в Эфес (Деян. 18:18). Во время отсутствия Павла в Эфесе, встречались с  ранним христианским святым -  Аполлосом и «точнее объяснили ему путь Господень» (Деяния, 18:26). Более в "Деяниях" они не упоминаются, но из "Посланий" апостола Павла известно, что в их доме регулярно совершались затем богослужения (1Кор. 16:19). Отправившись в Рим, они и там совершали богослужения (Рим. 16:3-4). Во время гонения на христиан римского императора  Нерона они удалились в Эфес (2Тим. 4:19)

## Предания
По преданию Акила завершил свою деятельность мученической смертью. В православии почитается апостолом от семидесяти, епископом Гераклейским и священномучеником.

## Почитание и Праздники
Дни памяти апостола от 70-ти Акилы, епископа Гераклейского и святой Прискиллы, мученицы в Православной церкви:
- 4 (17) января — в Соборе Апостолов от семидесяти,
- 13 (26) февраля — с женой Прискиллой,
- 14 (27) июля — главный праздник.

В Католической и Англиканской церкви память Прискиллы и Акилы совершается 8 июля.
В Лютеранской церкви — Миссурийского синода память Прискиллы, Акилы и Аполлоса совершается 13 февраля.

## Тропарь и Кондак
Тропарь, глас 3:

Апостоле святый Акило, моли Милостиваго Бога, да прегрешений оставление подаст душам нашим.
Кондак, глас 4:

Яко велие Солнце, Церковь тя стяжавши, славне Акило, светлостьми учения твоего просвещает верно чтущыя тя, Господень апостоле.